# Barber Institute of Fine Arts

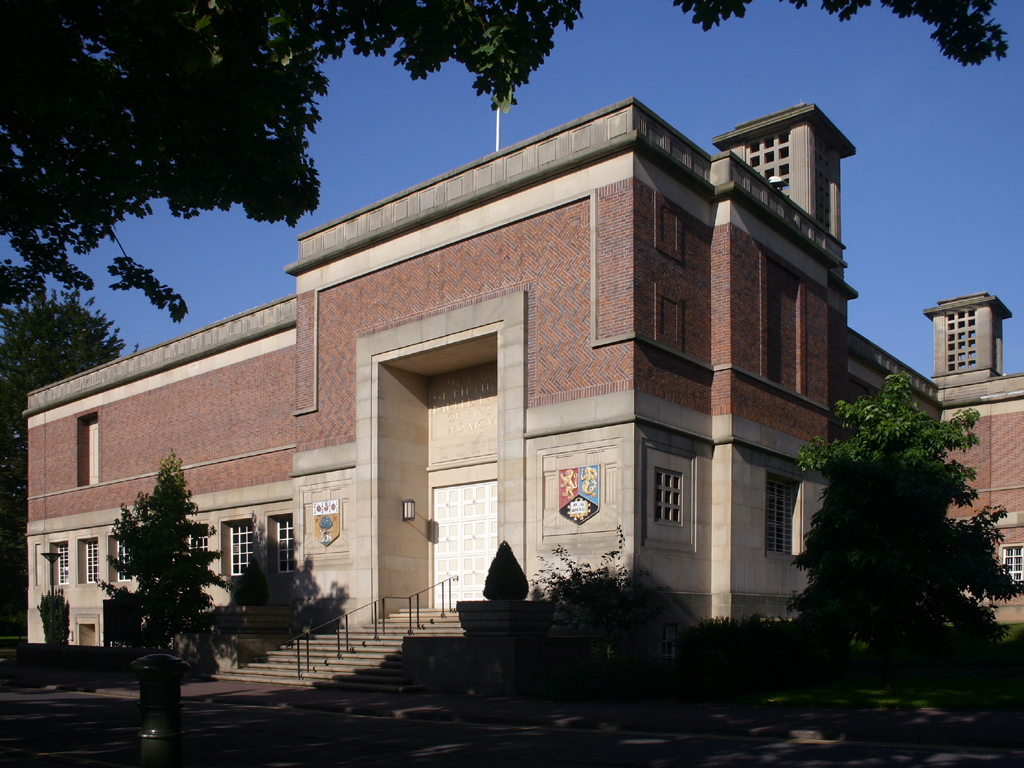
Vue du musée

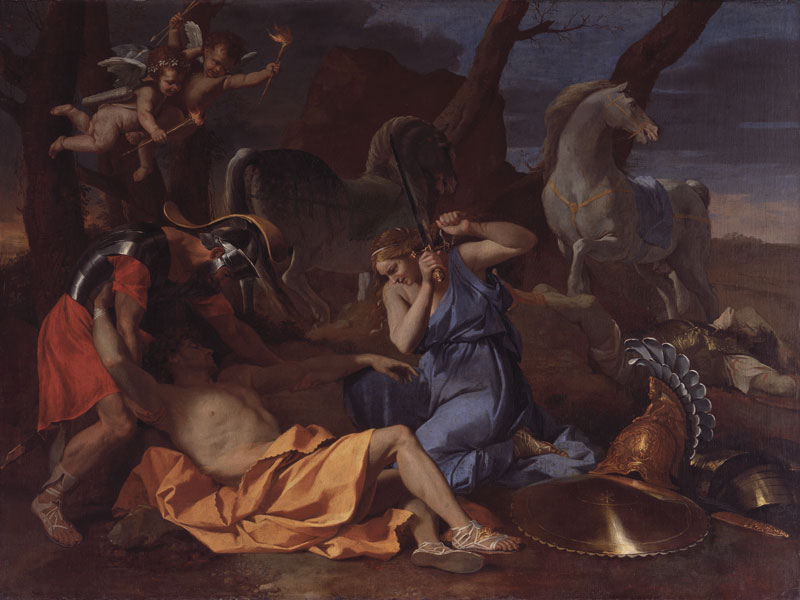
Tancrède et Herminie de Poussin

Le Barber Institute of Fine Arts (Institut des beaux-arts Barber) est un musée d'art avec une salle de concert se trouvant en Angleterre, à Birmingham. Il a été fondé en 1932 et inauguré par la reine Mary en 1939. Il est placé tout près des locaux de l'université de Birmingham
En 2005, la maison d'éditions Penguin Books fait paraître un ouvrage intitulé Britain's Best Museums and Galleries, qui place le Barber Institute dans les cinq meilleurs musées hors de Londres, dont les collections ont une importance significative et internationale (les autres étant la National Gallery of Scotland, l'Ashmolean Museum (Oxford), le Fitzwilliam Museum (Cambridge) et la Walker Art Gallery (Liverpool). Le musée a été fondé par Lady Barber en mémoire de son mari, Sir Henry William Barber (1860-1927), riche entrepreneur anobli et mécène philanthrope de Birmingham.

## Collections
Le musée possède une collection de tableaux et de sculptures d'une importance remarquable comme Tancrède et Herminie de Poussin, des œuvres de Bellini, Whistler (notamment Symphonie en blanc n° 3) Véronèse, Rembrandt, Rubens, Murillo, Turner, Monet, Degas, Renoir, Rodin, van Gogh, Gauguin, Derain, Picasso, etc. Il possède aussi une collection numismatique ancienne.